# كوميكوتشا (فلم)
كوميكوتشا (بالإنجليزية: Kumekucha) هو فيلم وثائقي تنزاني صدر عام 1987 من إنتاج وإخراج فلورا إمبوغو-شيلينغ.

## القصّة
تُحاول امرأةٌ أفريقيّةٌ تولي مسؤوليها بنفسها وذلك من خلال التعلم ومُحاولة إحداث فرقٍ أو تغييرٍ في المجتمع.